# Unteriglbach
Unteriglbach ist ein Ortsteil des Marktes Ortenburg im niederbayerischen Landkreis Passau.

## Namensursprung
Wie alle auf -bach endenden Orte bezeichnet auch der Name Iglbach zunächst ein Gewässer, an dem die Siedlung liegt. Die „-bach“-Orte gelten als Zeugen frühen Eindringens ins Waldland.
In der Topographie Baierns von Philipp Apian, welche um das Jahr 1580 in lateinischer Sprache entstand, wird das Dorf Ober-Eglbach mit Kirche aufgeführt. Weiter heißt es – supra hunc rivus ritur – oberhalb davon entspringt ein Bach. Es ist der Iglbach. Unter-Eglbach ist bei Apian ohne weiteren Zusatz genannt. Die Schreibung mit dem E-Laut findet sich sonst in keiner Quelle. Apian mag an eine Ableitung von Egel, wie Blutegel, oder von Igel gedacht haben.
Wahrscheinlicher ist wohl die Ableitung von einem Personennamen. Ähnlich wie Aldersbach, Aidenbach und Beutelsbach ist wohl auch Iglbach mit einem Personennamen gebildet. Aldaro oder Altheri, Eito, Putilo. Bei Iglbach dürfen wir an die Koseform Iglo von der Kurzform Igo denken. Beide Formen sind in den Altdeutschen Namenbüchern von Förstemann und Kaufmann als beliebte und daher verbreitete Namensformen verzeichnet.

## Geschichte
Die oben erwähnten Personennamen weisen auf die frühesten Anwohner, Eigentümer oder Nutznießer der Bäche hin, von denen uns sonst freilich nichts Näheres überliefert ist. Die früheste urkundliche Nennung von Iglbach stammt aus der Regierungszeit des Passauer Bischofs Reginmar von 1121 bis 1138. Unter den Zeugen eines Gütertausches des Bischofs sind u. a. auch Ministerialen der Kirche genannt, darunter ein Altman de igilpach. Noch wiederholte Male treten in den Urkunden des 12. und 13. Jahrhunderts Zeugen auf, die sich nach Iglbach nennen und somit einen frühen Ortsadel in Iglbach beweisen.
In den bisher erwähnten mittelalterlichen Belegen war ausschließlich von Iglbach schlechthin die Rede. Die Unterscheidung von Oberiglbach und Unteriglbach tritt erst im 14. Jahrhundert auf. 1349 hat dem Kloster Altenmarkt ein Gut in Nyderniglpach, zur Pfarrei Steinkirchen bei Ortenburg gehört. 1352 gibt Heinrich III., Graf zu Ortenberg, seine Einwilligung zum Verkauf u. a. eines Gutes in Oberigelbach, die Meinhart, der Schnitzer von ihm zu Lehen hat, unter der Bedingung des Wiederkaufs um 12 Pfund Regensburger Pfennig.
In der profanen Zugehörigkeit ist zwischen den beiden Iglbachs ein gewisser Unterschied. Im Scharwerksbuch von 1577, in welchem die Hand- und Spanndienste der Gerichtsuntertanen festgesetzt sind, steht Obernyglpach bei Ortenburg zu Graf Joachim – Unternyglpach dagegen bei den Untertanen dessen Vetters Graf Ulrich von Ortenburg, „gen Söldenau gehörig“. In den „Statistischen Aufschlüssen über das Herzogtum Baiern“ von Joseph von Hazzi (1804) wird Unteriglbach mit 8 Häusern und 8 Herdstätten ohne weiteren Zusatz verzeichnet. Das „Repertorium des topographischen Atlasblattes Passau“ von 1841 nennt Unteriglbach ein Dorf mit 9 Häusern, 1 Filialkirche, 1 Schulhaus, 1 Bierwirtshaus, 1 Ziegelhütte.
Nach der Volkszählung von 1925 hat das Pfarrdorf Unteriglbach 26 Wohngebäude und 161 Einwohner. Die Amtliche Statistik von 1978 führt das Pfarrdorf Unteriglbach mit 230 Einwohnern auf.
In den 1970ern und 1980ern machte Unteriglbach eine rasante wirtschaftliche Entwicklung durch. Es wurden zahlreiche große Bauflächen ausgewiesen und ebenso Freizeitmöglichkeiten geschaffen. Am 1. Oktober 1970 schloss sich die Gemeinde Iglbach mit der Gemeinde Söldenau zur neuen Gemeinde Wolfachau zusammen. Man erhoffte so einer Zwangseingemeindung zu entgehen. Am 1. Mai 1978 wurde die Gemeinde Wolfachau jedoch im Zuge der Gemeindegebietsreform in Bayern Ortenburg angegliedert.

## Pfarreiorganisation
Auch hinsichtlich der Pfarreiorganisation sind die Pfarreien Ober- und Unteriglbach getrennt. Oberiglbach mit dem Kirchenpatron St. Martin hat immer zum Vikariat und später, nach Aufhebung des Kollegiatstifts St. Johannes in Vilshofen 1803, seit 1804 zur Pfarrei Aunkirchen gehört.
Unteriglbach mit dem Kirchenpatron St. Vitus gehörte zur Pfarrei Steinkirchen. 1513 stiftet Stefan Kontzmaier von Unteriglbach einen Jahrtag in der Kirche „Nidern Iglpach“. Nach der 1563 erfolgten Einführung der Reformation in Ortenburg-Steinkirchen wird 1574 Unteriglbach der Pfarrei Holzkirchen unterstellt. 1863 wird es exponierte Kooperatur, 1903 eigene Pfarrei.